# Todd McFarlane
Todd McFarlane (ur. 16 marca 1961 w Calgary) – kanadyjski rysownik i scenarzysta komiksowy. Twórca postaci Spawna. Pracował m.in. przy seriach Spider-Man i The Incredible Hulk.
Jest jednym z założycieli Image Comics – niegdyś imprintu wydawnictwa Malibu, który z czasem stała się samodzielną firmą.

## Życiorys
Todd McFarlane urodził się w Calgary w Kanadzie.
Jego historia z profesjonalnym komiksem zaczęła się w 1984 roku, kiedy podpisał kontrakt z firmą Marvel. Stał się jednym z czołowych rysowników, pracując przy takich komiksowych sławach jak The Incredible Hulk, Spider-Man, X-Men. Tam dał o sobie znać charakterystyczny styl rysunku, który wzbudził kontrowersje.
Todd był jednym z twórców Image Comics, gdzie ruszył jego autorski komiks pt. Spawn, który zadebiutował w 1992 roku. Dzieło spotkało się z ogromnym zainteresowaniem, sprzedając się w liczbie 1,7 miliona egzemplarzy.
W 1994 roku, McFarlane stworzył firmę McFarlane Toys, zajmującą się produkcją zabawek. Produkuje nie tylko zabawki na licencjach Image Comics, ale i wielu innych firm.
W 1997 roku, ruszyła produkcja filmu Spawn, który okazał się hitem, pozwalając zarobić wytwórni i Toddowi 50 milionów dolarów w 19 dni.
Todd jest również autorem teledysku do utworu grupy Pearl Jam pod tytułem „Do the evolution” oraz teledysku grupy Korn „Freak on a leash”.